# Relations entre le Bhoutan et la France
Les relations entre le Bhoutan et la France ou relations franco-bhoutanaises sont composées des liens, échanges, rencontres, collaborations et confrontations, qu'ils soient d’ordre économique, diplomatique ou culturel, qu’ont entretenus par le passé et entretiennent de nos jours le Bhoutan et la France.
En 2022, les deux pays n’ont pas encore établi de relations diplomatiques, cependant l’Union européenne et le Bhoutan sont officiellement en relation depuis 1985, ce dernier disposant même d’un ambassadeur auprès de l’UE à Bruxelles. Ainsi une part significative des interactions entre ces deux États se fait par l’intermédiaire de l’UE, notamment à travers l’aide au développement accordée par celle-ci.
Du fait de cette absence de contact diplomatique, la quasi-totalité des échanges entre les deux nations sont de nature économique et sont d’une importance relativement mineure pour l’une et l’autre des parties.

## Histoire des relations

### Premiers contacts entre l'Europe et le Bhoutan
En 1627, deux jésuites portugais Estevao Cacella et João Cabral traversent le Bhoutan (alors connu sous le nom de Potente) en route depuis Hugli (au Bengale) vers Shigatsé au Tibet. Très bien reçus par le roi, ils restent près d'un an à Paro. Dans une lettre d'octobre 1627, Cacella fait une description du Bhoutan, de son peuple, sa religion et ses coutumes : c'est la première relation de ce petit pays himalayen à arriver en Europe.

### Le Bhoutan sous Protectorat britannique (1910-1949)
Le 8 janvier 1910, le pays est placé sous protectorat britannique par le traité de Punakha (en) : le pays abandonne au Royaume-Uni le contrôle de ses relations extérieures (avant de le laisser à l'Inde en 1949).
Les relations entre le Bhoutan et la France se confondent donc à cette époque avec les relations entre le France et le Royaume-Uni.

### De l’indépendance du Bhoutan à nos jours
Le 10 février 1971, le conseil de sécurité de l'ONU, dont la France est un membre permanent, recommande à l'unanimité l'admission du Bhoutan à l'organisation. Le 21 septembre de la même année, après examination de la demande bhoutanaise, l'Assemblée générale décide d'admettre le pays au sein de l'ONU. Le Bhoutan s'émancipe ainsi du contrôle indien sur ses relations extérieures.
En 1982, un projet de développement de l'Union européenne lance le début d'une coopération avec le Bhoutan conduisant en 1985 à l'établissement de relations diplomatiques entre les deux parties.
Bien que n'ayant pas de relations diplomatiques directes avec le Bhoutan, en juillet 2020, la France nomme la tibétologue et présidente de l'Association des amis du Bhoutan, Françoise Pommaret, consule honoraire de France auprès de Bhoutan.
Depuis 2024, le consul honoraire est Rabsel Dorji

## Relations économiques et commerciales

### Caractérisation des relations économiques entre le Bhoutan et la France

#### Deux économies différentes
La France et le Bhoutan sont deux économies éloignées, géographiquement et structurellement. Le Bhoutan est un pays en développement disposant d'une superficie équivalente à un dix-septième de celle de la France et peuplé de tout juste 800 000 d'habitants contre plus de 65 millions pour la France.

#### La stratégie bhoutanaise vis-à-vis de la France
La quasi-totalité du commerce exterieure du Bhoutan se fait avec l'Inde voisine. La France joue cependant un rôle important dans la fourniture de matériel aéronautique à la monarchie bouddhique, en particulier depuis 2019.
| #              | Fournisseurs (origine des importations) | Fournisseurs (origine des importations) | #   | Clients (destination des exportations) | Clients (destination des exportations) |
| -------------- | --------------------------------------- | --------------------------------------- | --- | -------------------------------------- | -------------------------------------- |
| 1er            | Inde                                    | 84,57 %                                 | 1er | Inde                                   | 95,16 %                                |
| 2e             | Thaïlande                               | 5,05 %                                  | 2e  | Italie                                 | 1,77 %                                 |
| 3e             | France                                  | 2,35 %                                  | 3e  | Turquie                                | 0,46 %                                 |
| 4e             | Emirats Arabes Unis                     | 1,45 %                                  | 4e  | Allemagne                              | 0,42 %                                 |
|                |                                         |                                         |     |                                        |                                        |
|                |                                         |                                         | 5e  | France                                 | 0,21 %                                 |
| Sources : 2019 |                                         |                                         |     |                                        |                                        |

#### La stratégie française vis-à-vis du Bhoutan
En 2020, le Bhoutan est le 168e partenaire commercial de la France. Il est le 114e client de la France, son 178e fournisseur et son 58e excédent. Au sein de la région Asie-Océanie, le pays est le 18e client de la France et son 5e excédent. Il représente moins de 0,1 % des exportations dans la région.
| #                   | Fournisseurs (origine des importations en %) | Fournisseurs (origine des importations en %) | #    | Clients (destination des exportations en %) | Clients (destination des exportations en %) |
| ------------------- | -------------------------------------------- | -------------------------------------------- | ---- | ------------------------------------------- | ------------------------------------------- |
| 1er                 | Allemagne                                    | 18,7 %                                       | 1er  | Allemagne                                   | 14,0 %                                      |
| 2e                  | Italie                                       | 8,9%                                         | 2e   | États-Unis d'Amérique                       | 8,5 %                                       |
| 3e                  | Espagne                                      | 7,7 %                                        | 3e   | Espagne                                     | 7,4 %                                       |
| 4e                  | Belgique                                     | 6,7 %                                        | 4e   | Italie                                      | 7,4 %                                       |
|                     |                                              |                                              |      |                                             |                                             |
| 178e                | Bhoutan                                      | 0,0 %                                        | 114e | Bhoutan                                     | 0,0 %                                       |
| Sources : 2019 2020 |                                              |                                              |      |                                             |                                             |

### Secteurs économiques concernés par ces relations

#### Exportations françaises vers le Bhoutan
Le Bhoutan réalise l'écrasante majorité de ses importations depuis l'Inde voisine. Les importations depuis la France sont minimes et sont très spécifiques, en effet les biens d’équipements et de transports représentent plus de 90 % de ces échanges.
Cependant, celles-ci augmentent brusquement en 2019, passant de 0,5 à 17,2 millions d'euros, propulsant la France parmi les plus gros fournisseurs du royaume himalayen. Cette progression est due en grande partie à l'achat d'un ATR 42-600 d'une valeur brute de 16 millions d'euros par la compagnie aérienne nationale du Bhoutan : Druk Air.
Cette hausse des échanges se poursuit en 2020, année durant laquelle les importations bhoutanaises depuis la France atteignent 69,2 millions d'euros, faisant de la France l'un des principaux fournisseurs du Bhoutan (très loin, cependant, derrière l'Inde).

#### Importations françaises en provenance du Bhoutan
Les importations françaises se composent essentiellement de produits métalliques et métallurgiques.

## Relations politiques, diplomatiques et militaires

### Représentations diplomatiques et conditions d'entrées

#### Ambassades et consulats
Le consulat général de France à Calcutta (Inde) est compétent pour le Bhoutan, tandis que le Bhoutan est représenté par un ambassadeur auprès de l’UE à Bruxelles, compétent pour la France.

#### Visas et conditions d'entrées
|                                               | Court séjour | Long séjour |
| --------------------------------------------- | ------------ | ----------- |
| Conditions d'entrées des Français au Bhoutan  | ❌           | ❌          |
| Conditions d'entrées des Bhoutanais en France | ❌           | ❌          |
| Légende : Entrée sans visa ; Visa obligatoire |              |             |
| Sources : France Diplomatie                   |              |             |

## Relations culturelles

### Culture et langue française au Bhoutan

#### Promotion de la culture et de la langue française au Bhoutan
Un centre pour l'apprentissage de la langue française est présent à Thimphou, la capitale du pays. 
En octobre 2019, un mémorandum d'entente a été signé entre l'université royale du Bhoutan et l'Institut français en Inde pour la mise à disposition de cours de français au Bhoutan. Depuis, de nombreux cours de français ont été proposés dont un cours débutant adulte depuis fin 2020.

#### Communauté française au Bhoutan
D'après les informations du ministère des Affaires étrangères, environ une dizaine de ressortissants français vivraient au Bhoutan.

### Culture et langue bhoutanaise en France

#### Promotion de la culture et de la langue bhoutanaise en France
L'association Les Amis du Bhoutan, basée à Paris, se charge de promouvoir et de faire connaître le Bhoutan dans les pays francophones et d'encourager les échanges avec le Bhoutan. Sa présidente est Françoise Pommaret, ancienne consule honoraire de la France au Bhoutan.